# Caterina Costa
La Caterina Costa è stata una motonave da carico italiana, protagonista di uno dei peggiori incidenti della seconda guerra mondiale.
Si trattava di una grande e moderna motonave da carico - una delle migliori costruite in Italia al tempo - di 8.060 tonnellate di stazza lorda, completata nel 1942 per l'armatore genovese Giacomo Costa.
Il 21 ottobre 1942 fu requisita dalla Regia Marina e, in virtù delle sue caratteristiche, adibita al trasporto dei rifornimenti sulla rotta più importante, quella per il Nord Africa.
Compì quattro viaggi su questa tratta; il 26 dicembre 1942 rimase danneggiata in un attacco aereo su Biserta.

## L'esplosione
Il 28 marzo 1943 si trovava ormeggiata nel Porto di Napoli, nella Darsena "Armando Diaz" alla radice del Pontile "Vittorio Emanuele II" al lato ponente, all'intersezione della Calata della Marinella, prora a terra, affiancata col lato dritto, nella zona prospiciente il Rione di Sant'Erasmo, carica di materiale bellico destinato alle forze armate italiane e tedesche dislocate in Tunisia.
Il caricamento iniziò la mattina del giorno 20 marzo 1943, a cura dei lavoratori delle Compagnie Portuali "Carlo Pisacane" e "Ammiraglio Caracciolo, facenti capo all'Ente Autonomo del "Porto di Napoli", e terminò verso mezzogiorno del 28 marzo 1943.
Una volta ultimato il caricamento dei rifornimenti:
- 1.775 tonnellate di munizioni, di cui:
  - 925 t italiane;
  - 850 t tedesche;
- 854 tonnellate di combustibili, di cui:
  - 520 t di carburante tedesco
  - 219 t di benzina italiana;
  - 65 t di olio lubrificante italiano;
  - 50 t di gasolio italiano;
- 946 tonnellate di materiali vari, di cui:
  - 600 t tedesche;
  - 175 t di materiali nebbiogeni italiani;
  - 166 t italiane;
  - 5 t di acido solforico del Genio italiano;
- 2.233 tonnellate di viveri, di cui:
  - 1.200 t tedesche;
  - 1.033 t italiane;
- automezzi, tra cui:
  - carri armati
  - autocingolati;
  - 43 cannoni a lunga gittata;
- circa 600 militari italiani e tedeschi;

qui, di seguito, il dettaglio del carico e della dislocazione dello stesso sulla motonave:
| Interponte Stiva da prua (1) a poppa (6) | Munizioni                                         | Combustibili                                                            | Materiali vari | Viveri | Automezzi | TOTALE            |
| ---------------------------------------- | ------------------------------------------------- | ----------------------------------------------------------------------- | --- | --- | --------- | ----------------- |
| Interponte n° 1                          | 200 t: * 200 t munizioni REI                      | -                                                                       | - | 75 t: * 50 t pasta REI * 25 t farina REI | -         | 275 t             |
| Stiva n° 1                               | 400 t: * 400 t munizioni REI                      | -                                                                       | - | 300 t: * 300 t farina REI | -         | 700 t             |
| Interponte n° 2                          | 325 t: * 270 t munizioni REI * 55 t munizioni RMI | -                                                                       | - | 155 t: * 50 t pasta REI * 50 t riso REI * 50 t fagioli REI * 5 t cruschello REI | -         | 480 t             |
| Stiva n° 2                               | 850 t: * 850 t munizioni WH                       | -                                                                       | - | 400 t: * 400 t viveri WH | -         | 1.250 t           |
| Interponte n° 3                          | -                                                 | -                                                                       | - | - | Automezzi | Automezzi         |
| Stiva n° 3                               | -                                                 | -                                                                       | 600 t: * 600 t materiali WH | - | -         | 600 t             |
| Interponte n° 4                          | -                                                 | -                                                                       | - | - | Automezzi | Automezzi         |
| Stiva n° 4                               | -                                                 | -                                                                       | - | 800 t: * 800 t viveri WH | -         | 800 t             |
| Interponte n° 5                          | -                                                 | 65 t: * 33 t olio denso REI * 32 t olio minerale RAI                    | 69 t: * 30 t materiali del Genio REI * 26 t materiali RAI * 11 t materiali di Sanità REI * 2 t acido solforico del Genio REI                                                                   | 118 t: * 100 t pasta REI * 10 t anice & cognac REI * 8 t torrone REI | Automezzi | 252 t Automezzi   |
| Stiva n° 5                               | -                                                 | -                                                                       | 277 t: * 175 t materiali nebbiogeni REI * 50 t materiali RMI * 27 t materiali di Motorizzazione REI * 20 t tabacco REI * 17 t materiali di Artiglieria REI * 3 t acido solforico del Genio REI | 385 t: * 186 t carne in scatola REI * 50 t gallette REI * 50 t generi di mensa REI * 40 t marmellata REI * 20 t patate essiccate REI * 20 t formaggio REI * 5 t confettura REI * 5 t surrogato di caffè REI * 3 t verdura essiccata REI * 3 t cipolla essiccate REI * 3 t aglio in polvere REI | -         | 662 t             |
| Interponte n° 6                          | -                                                 | 269 t: * 219 t benzina REI in 786 fusti * 50 t gasolio RAI in 350 fusti | - | - | -         | 269 t             |
| Stiva n° 6                               | -                                                 | 520 t: * 520 t carburante WH                                            | - | - | -         | 520 t             |
| TOTALE                                   | 1.775 t                                           | 854 t                                                                   | 946 t | 2.233 t | Automezzi | 5.808 t Automezzi |

N.B.: REI = Regio Esercito Italiano; RMI = Regia Marina Italiana; RAI = Regia Aeronautica Italiana; WH = Wehrmacht tedesca
sarebbe entrata a far parte di un convoglio diretto a Biserta, in Tunisia, in partenza alle 16:00 del 28 marzo 1943.
Alle 14:15 del 28 marzo 1943 a seguito all'incendio a poppa, nella Stiva n° 6, contenente carburante tedesco, e sull'Interponte n° 6, contenente benzina e gasolio italiani, si ebbe una fortissima esplosione che, subito dopo, innesco una seconda esplosione che coinvolse simultaneamente il munizionamento a servizio del cannone da 120 mm di bordo: 50 granate e relative 50 cariche, che a sua volta innesca l'esplosione a raffica delle altre munizioni a servizio delle mitragliatrici di bordo e dei 4 cannoni da 88 mm. Tutta la coperta è in fiamme.
Non si sa tuttora se accidentale o doloso, che non poté essere domato e che portò, alle 17:39, all'esplosione del carico delle munizioni stipate nelle Stive e negli Interporti n° 2 e 1, a prua della nave stessa.
Ecco la cronaca di Roberto Ciuni, giornalista de il Mattino di Napoli:
Buona parte dell'equipaggio si mette in salvo sulla banchina, a cominciare dal comandante della stessa nave, ma i soldati, addormentati sotto coperta, trovano le vie di fuga sbarrate dal fuoco: dei cento italiani alloggiati a poppa non si salva nessuno.
Non si tratta di attacco aereo, quindi niente sirene d'allarme.
I napoletani sentono le deflagrazioni, vedono pennacchi di fumo, odono le ambulanze che vanno avanti e indietro.
Alla direzione dei Vigili del Fuoco l'allarme arriva dieci minuti dopo le due del pomeriggio: in banchina, l'ingegnere Tirone, dirigente dei VV.F. capo delle operazioni di soccorso, trova il comandante della nave che lo mette in guardia: sulla «Caterina Costa» c'è un carico di bombe che può scoppiare da un momento all'altro, consiglia di affondarla.
Di fronte al rischio, Tirone ritira la sua squadra impegnata a cercare di spegnere l'incendio.
Alle 15:00 un colonnello della Capitaneria di Porto sostiene che non c'è pericolo.
Un'ora dopo un maggiore della stessa Capitaneria di Porto informa che non è possibile affondare la nave dato che già tocca il fondo. Alle 17:39, al termine di una giornata dove si sono mescolate leggerezze inaudite da parte di tutti i dirigenti coinvolti, incapacità tecniche dei responsabili militari, ritardi nel chiedere soccorsi adeguati, la «Costa» salta in aria: le fiamme hanno raggiunto la stiva numero due, quella dell'esplosivo.
La banchina sprofonda; un pezzo di nave piomba su due fabbricati al Ponte della Maddalena abbattendoli; la metà d'un carro armato cade sul tetto del Palazzo Carafa di Montorio; i Magazzini Generali del porto prendono fuoco; alla Stazione Centrale le schegge appiccano incendi ai vagoni in sosta.
Il Lavinaio, il Borgo Loreto, l'Officina del Gas, i Granili, la Caserma Bianchini, la Navalmeccanica, l'Agip: dovunque arrivano lamiere mortali.
E dovunque, vetri rotti, porte e finestre sfondate, cornicioni sbriciolati dall'esplosione.
Per spegnere l'incendio sul relitto i vigili dovranno lavorare fino all'indomani.
Le vittime saranno 549; i feriti, oltre tremila.
Tra questi il vice comandante della Capitaneria di Porto ripescato a mare.
Se la «Costa» è la prima nave a saltare in aria senza intervento nemico, diverse altre sono state incendiate e affondate durante i bombardamenti, fin dal 20 febbraio, quando le Fortezze Volanti hanno centrato il piroscafo «Caserta».
Altre ancora coleranno a fondo nei prossimi mesi.
Alla fine le condizioni del porto saranno tali che gli Alleati entreranno in città portandosi un tecnico addestrato alla bonifica di moli, attracchi e bacini sconquassati dalla guerra: l'ingegnere inglese I.A.V. Morse in divisa di contrammiraglio.
Sarà lui a far pulizia di relitti e macerie.»
L'esplosione fu devastante: il molo sprofondò e tutt'intorno un gran numero di edifici furono distrutti o gravemente danneggiati.
I rimorchiatori Cavour e Oriente furono investiti dallo scoppio e affondarono, mentre parti roventi di nave e di carri armati furono scagliate a grande distanza, finendo in Via Atri e Piazza Carlo III.
Altri frammenti raggiunsero Piazza Mercato e il Vomero ed altri ancora incendiarono la stazione Centrale.
Gli oltre 600 morti e gli oltre 3.000 feriti riempirono letteralmente le strade.
Tra le vittime del disastro vi fu l'ammiraglio Lorenzo Gasparri, comandante del Gruppo Cacciatorpediniere della Squadra Navale, il quale era salito personalmente, insieme ai suoi uomini, su delle bettoline cariche di munizioni per allontanarle dalla Caterina Costa in fiamme, in modo da evitare che tali imbarcazioni, investite dalle esplosioni, amplificassero l'effetto del disastro; l'evento temuto si verificò, però, prima che fosse possibile completare tale opera, e Gasparri rimase ucciso nell'esplosione. Alla sua memoria venne conferita la Medaglia d'oro al Valor Militare.

### Video
- Claudio Ciccarone, "Caterina Costa, il ricordo di una tragedia", TGR Campania - il Settimanale, 5 aprile 2013, su youtube.com.
- "28 marzo 1943. Napoli: disastro. Esplode nave Caterina Costa, incendio del porto", RAI Storia - Il Giorno e la Storia, 28 marzo 2017, su youtube.com.
- "L'esplosione della Caterina Costa - Le quattro giornate di Napoli", RAI - La Storia siamo noi, su lastoriasiamonoi.rai.it. URL consultato il 30 marzo 2018 (archiviato dall'url originale l'11 settembre 2018).
- Marina Galiano, "Per le vittime della Caterina Costa, a 75 anni dall'esplosione", Web TV Comune di Napoli, 28 marzo 2018, su youtube.com.
- Luigi Russo, "Napoli - 75º Anniversario esplosione M/n "Caterina Costa"", 28 marzo 2018, su youtube.com.
- (IT) Esplode una nave nel porto di Napoli. 600 vittime, 3000 feriti e danni ingenti, su https://www.raicultura.it, Rai − Radiotelevisione italiana S.p.A., 12 settembre 2023. URL consultato il 19 gennaio 2024 (archiviato il 19 gennaio 2024).

### Pagine web
- "Quattro Giornate di Napoli Aldo De Gioia "Esplosione della nave Caterina Costa con 600 morti per provocare reazione", 27 settembre 2013, su positanonews.it.
- FBASS-#22255, "71 anni fa, 28-03-1943 nave Caterina Costa", 28 marzo 2014, su accordo.it.
- Anita Curci, "Il mistero della Caterina Costa. Scoppio terrificante e dalla nave schizzano detriti incendiari sulla città", 25 gennaio 2015, su scriptamanentstorie.blogspot.it.
- Ferruccio Fabrizio "Aldo De Gioia "Il boss Buscetta fu tra le barricate delle 4 Giornate"", 1 febbraio 2015, su ricerca.repubblica.it.
- Simona Vitagliano, "Napoli ferita a morte dalla motonave Caterina Costa", 12 marzo 2016, su napolimeteo.it. URL consultato il 30 marzo 2018 (archiviato dall'url originale il 14 luglio 2016).
- E.L., "La drammatica esplosione della Caterina Costa: 28 marzo 1943. Gabriella Gribaudi: “frutto dell'irresponsabilità delle Autorità”", 26 marzo 2018 [collegamento interrotto], su porto.napoli.it.
- Giuseppe Russo, "Marzo 1943: le strane distruzioni della Caterina Costa e della Alessandro Volta a Napoli e Palermo", 25 marzo 2021, su ilrussopubblicista.it.